# Sottoprefetture del Ciad
Le sottoprefetture del Ciad (in francese sous-préfectures de Tchad) rappresentavano la suddivisione amministrative di terzo livello del paese dopo le regioni e i dipartimenti..
La costituzione del 4 maggio 2018 ha istituito due livelli di collettività amministrative, le province e i comuni. mantenendo i dipartimenti come livello intermedio.